# پتانسیل برداری
در حساب برداری، پتانسیل برداری یک میدان برداری که تاو آن خود میدان برداری است. شبیه به یک پتانسیل اسکالر است که یک میدان اسکالر است که گردایان آن میدان برداری است.
به طور فرمال برای میدان برداری داده شده v یک بردار پتانسیل یک میدان برداری A است بطوریکه:
{\displaystyle \mathbf {v} =\nabla \times \mathbf {A} .}

## نتیجه
اگر یک میدان برداری v اذعان بردار پتانسیل A سپس از برابری 
{\displaystyle \nabla \cdot (\nabla \times \mathbf {A} )=0}
(دیورژانس از کرل صفر است.) می‌توان دریافت که
{\displaystyle \nabla \cdot \mathbf {v} =\nabla \cdot (\nabla \times \mathbf {A} )=0,}
که نشان می دهد که v باید یک میدان برداری سلونویدی باشد.

## قضیه
در نظر بگیرید؛
{\displaystyle \mathbf {v} :\mathbb {R} ^{3}\to \mathbb {R} ^{3}}
یک میدان برداری سلونویدی باشد که دو بار به طور مداوم مشتق‌پذیر است. فرض کنید که  v(x) با سرعت کافی کاهشی است  به اندازه ||x||→∞.  حال تعریف می‌کنیم:
{\displaystyle \mathbf {A} (\mathbf {x} )={\frac {1}{4\pi }}\int _{\mathbb {R} ^{3}}{\frac {\nabla _{y}\times \mathbf {v} (\mathbf {y} )}{\left\|\mathbf {x} -\mathbf {y} \right\|}}\,d^{3}\mathbf {y} .}
سپس A یک بردار پتانسیل برای  v است:
{\displaystyle \nabla \times \mathbf {A} =\mathbf {v} .}
تعمیم این قضیه است تجزیه هلمهولتز را بدست می‌دهد که بیان می‌کند هر میدان برداری را می توان تجزیه می‌توان به مجموع میدان سلونویدی و میدان برداری غیر چرخشی تقسیم کرد.

## نامنحصر بفرد
بردار پتانسیل یک میدان سلونویدی منحصر به فرد نیست. اگر A بردار پتانسیل برای  v باشد در آنصورت
{\displaystyle \mathbf {A} +\nabla m}
که در آن m می‌تواند هر تابع مشتق‌پذیر پیوسته‌ای باشد.  این واقعیت از آنجا ناشی می‌شود که کرل گرادیان صفر است.
این نامنحصربفردی منجر به یک درجه آزادی در فرمولبندی الکترودینامیک یا سنج و آزادی و نیاز به انتخاب یک سنج را فراهم می‌نماید.

## همچنین نگاه کنید
- قضیه اساسی حساب دیفرانسیل و انتگرال برداری
- پتانسیل مغناطیسی
- سلونویدی
- بسته و دقیق اشکال دیفرانسیل